# Masterplan (Stadtplanung)

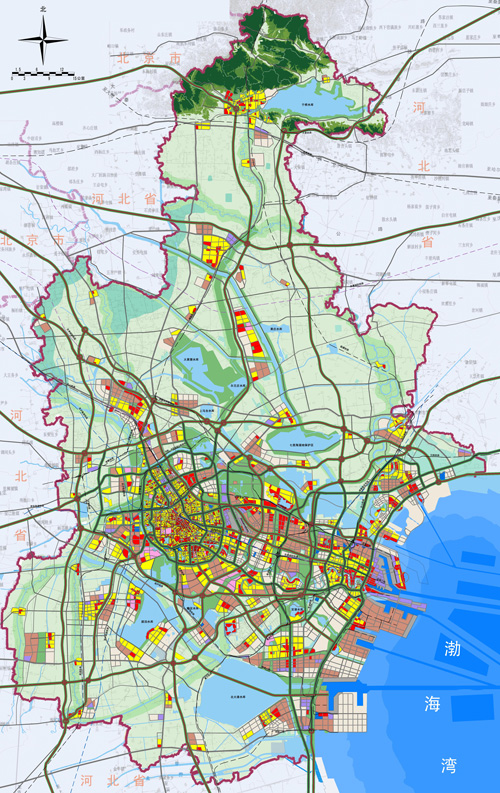
Zeichnung Masterplan Tianjin, China (2011–2015)

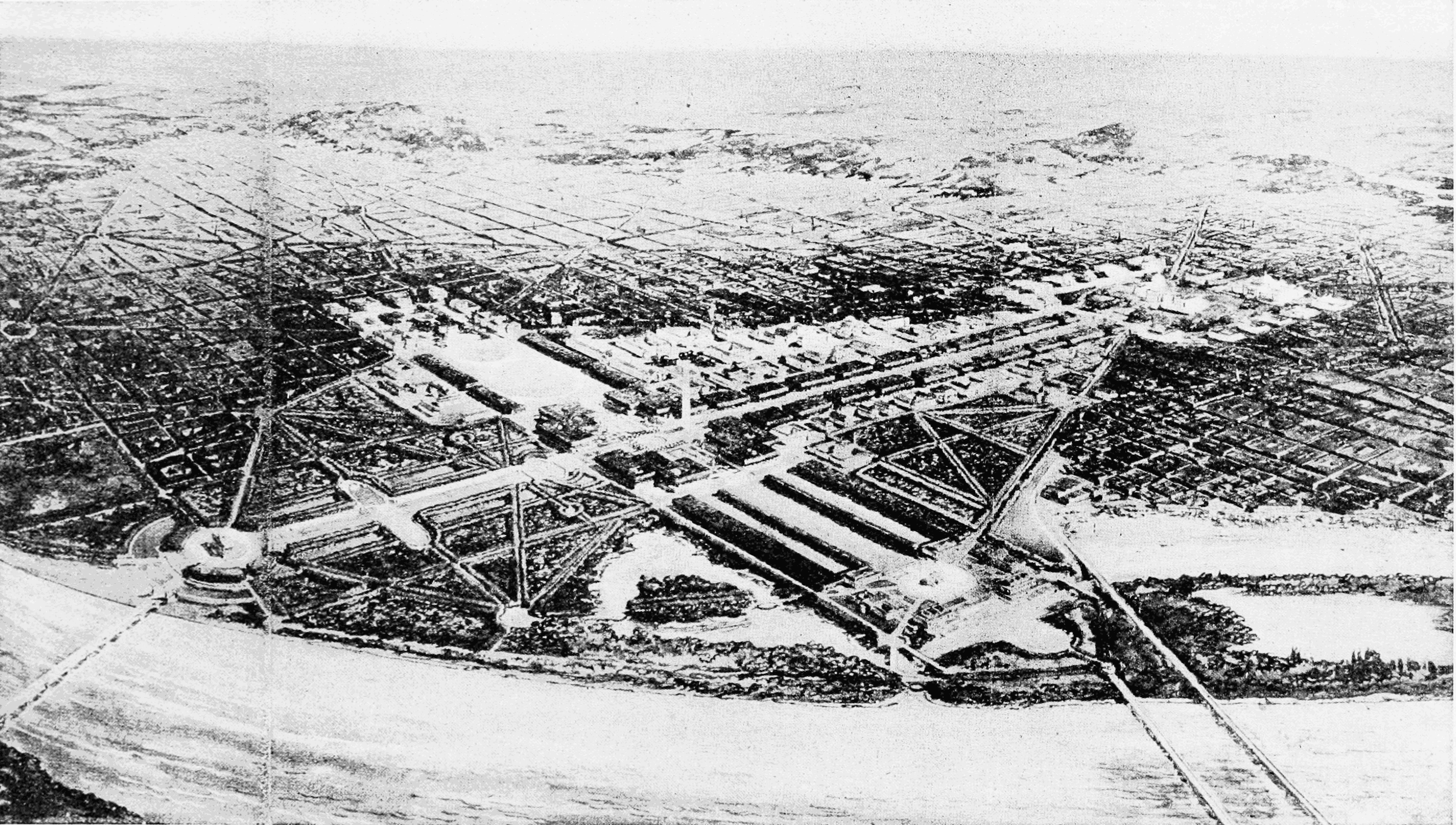
Darstellung Masterplan für Washington, D.C. von 1903

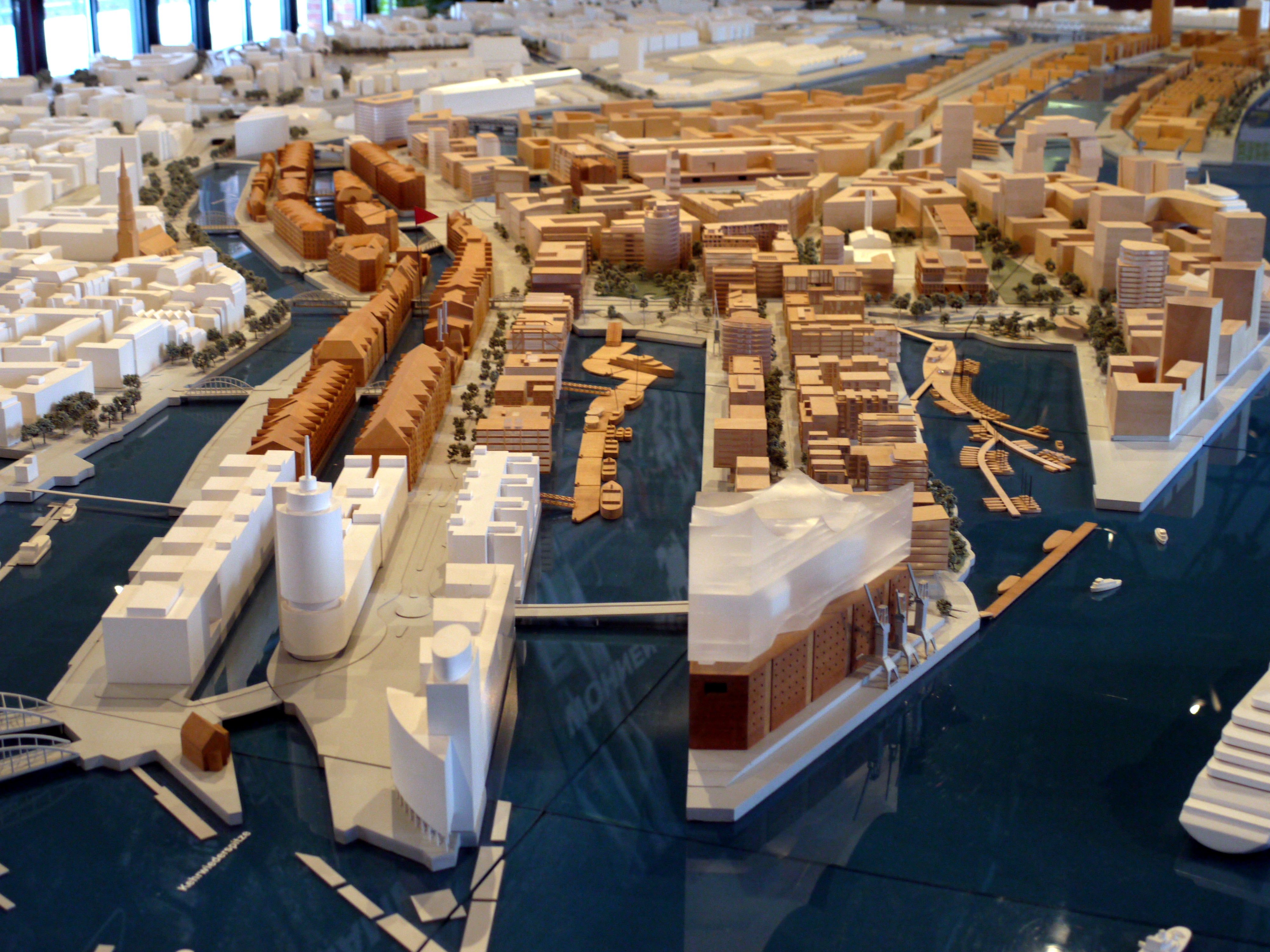
Modell-Masterplan Hamburg-HafenCity

Ein Masterplan ist ein Begriff aus der Stadtplanung. Ähnliche (früher verwendete) Bezeichnungen für informelle Planungsinstrumente waren „Rahmenplanung“, „Leitplanung“, „Entwicklungsplanung“ oder „Raumplanung“. Mit einem Masterplan können stadtplanerische Strategien entwickelt und Handlungsvorschläge erarbeitet werden.
Ein Masterplan kann auf allen Ebenen der Stadtplanung erstellt werden. Das Verfahren zur Aufstellung eines Masterplanes ist rechtlich nicht definiert, daher kann ein Masterplan sehr frei zur Entwicklung stadtplanerischer Lösungen herangezogen werden. Zugleich ist ein Masterplan fortschreibungsfähig.
Ein Masterplan kann aus einem Architektenwettbewerb hervorgehen (Beispiel: Bebauungskonzept Hamburg-HafenCity) oder in offenen Bürgerbeteiligungsforen (z. B. Zukunftworkshop St. Pauli) entwickelt werden. Ein Masterplan kann aus Texten und/oder aus Plänen/Zeichnungen bestehen.

## Einordnung
Der Begriff Masterplan ist weder im Baugesetzbuch, der Baunutzungsverordnung oder in den Bauordnungen der Bundesländer erwähnt und gilt daher als ein informelles Planungsinstrument. Um Rechtskraft zu erlangen, muss er in den traditionellen Instrumenten der Stadtplanung (Flächennutzungsplan, Bebauungsplan, Satzung der Kommune) nach den gesetzlich vorgeschriebenen Verfahren eingebunden werden. Lediglich die Verwaltung kann in ihrem Entscheidungsspielraum durch einen Masterplan als „sonstige städtebauliche Planung“ eingeschränkt werden (§1 (6) Nr. 11 BauGB).
Die stadtplanerischen Instrumente sind hierarchisch gegliedert. An der Spitze steht der Flächennutzungsplan, der für eine gesamte Stadt oder Kommune die künftigen Nutzungen darstellt. Ein Bebauungsplan enthält rechtsverbindliche Festsetzungen für die Nutzung jedes einzelnen Grundstückes in seinem Geltungsbereich. Eine Satzung nach § 172 BauGB wird erlassen, um für bestimmte Gebiete deren städtebaulichen (oder sozialen) Eigenart zu erhalten. Ein Masterplan kann über das Planungsgebiet einer Gemeinde weit hinausreichen (Beispiel: Masterplan Gesundheitswirtschaft in Mecklenburg-Vorpommern), oder auch nur kleinräumliche Festlegungen beinhalten wie der Masterplan für die Lichtplanung der Innenstadt von Dresden. Er kann thematisch weit oder sehr eng gefasst sein.
Das Wesen, der Umfang und die Tragweite von Masterplänen sind nicht klar zu fassen, wie die folgende Beispiele verdeutlichen:
- Sächsisch-tschechische Grenzraumstudie – Masterplan zur Regionalentwicklung aus sächsischer Sicht
- Masterplan Wohnen Bielefeld, 2007[2]
- Masterplan Fahrradverkehr, Positionspapier der Partei Die Grünen, Bremen, 2011[3]
- Masterplan Universität der Stadt Bochum, 2014[4]
- Masterplan für die Hafencity Hamburg[5]
- Masterplan Innere Stadt Bonn, 2011–2012[6]
- MG3.0 Masterplan Mönchengladbach, seit 2010[7]